# Gesamtanlage Kelze

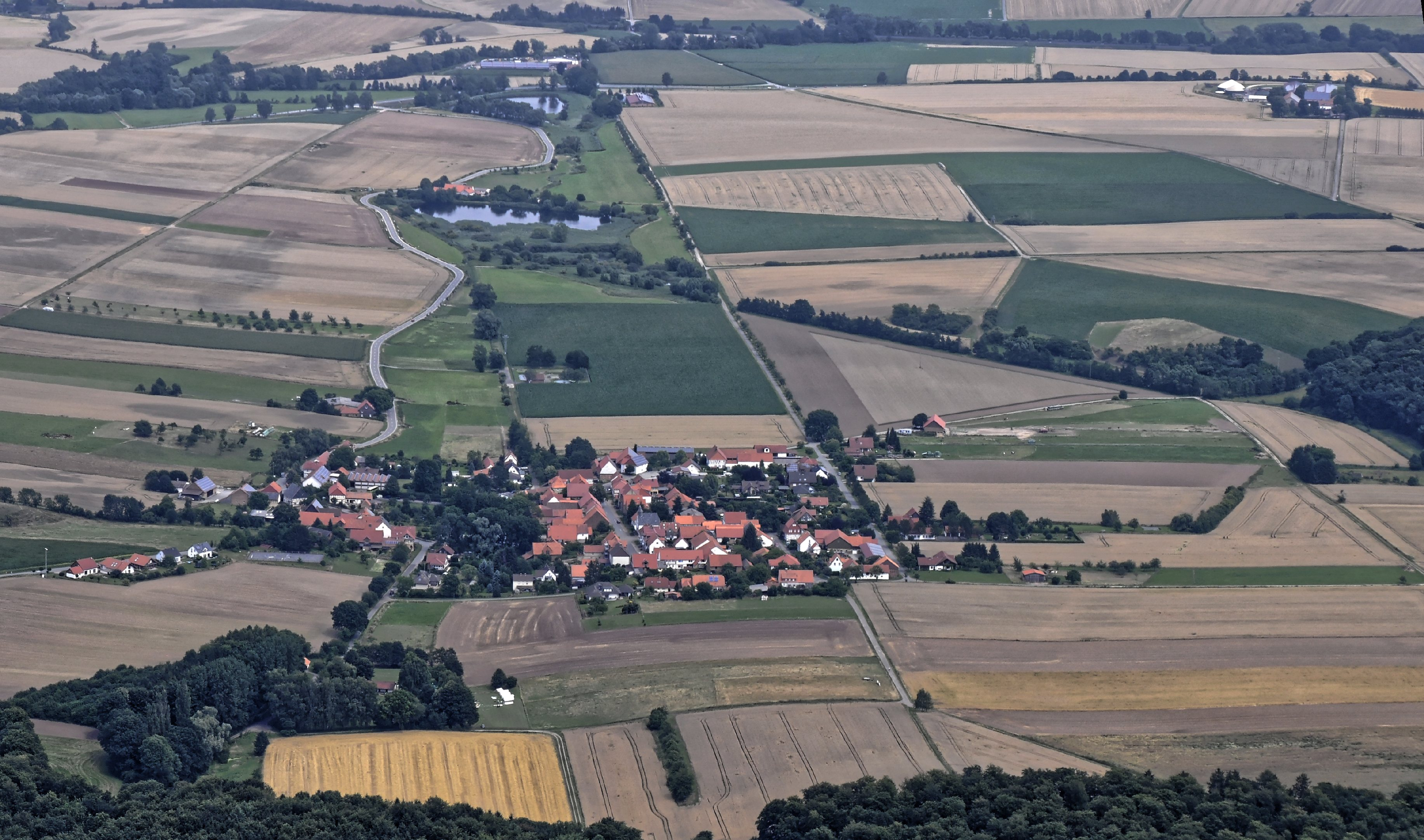
Luftaufnahme von Kelze

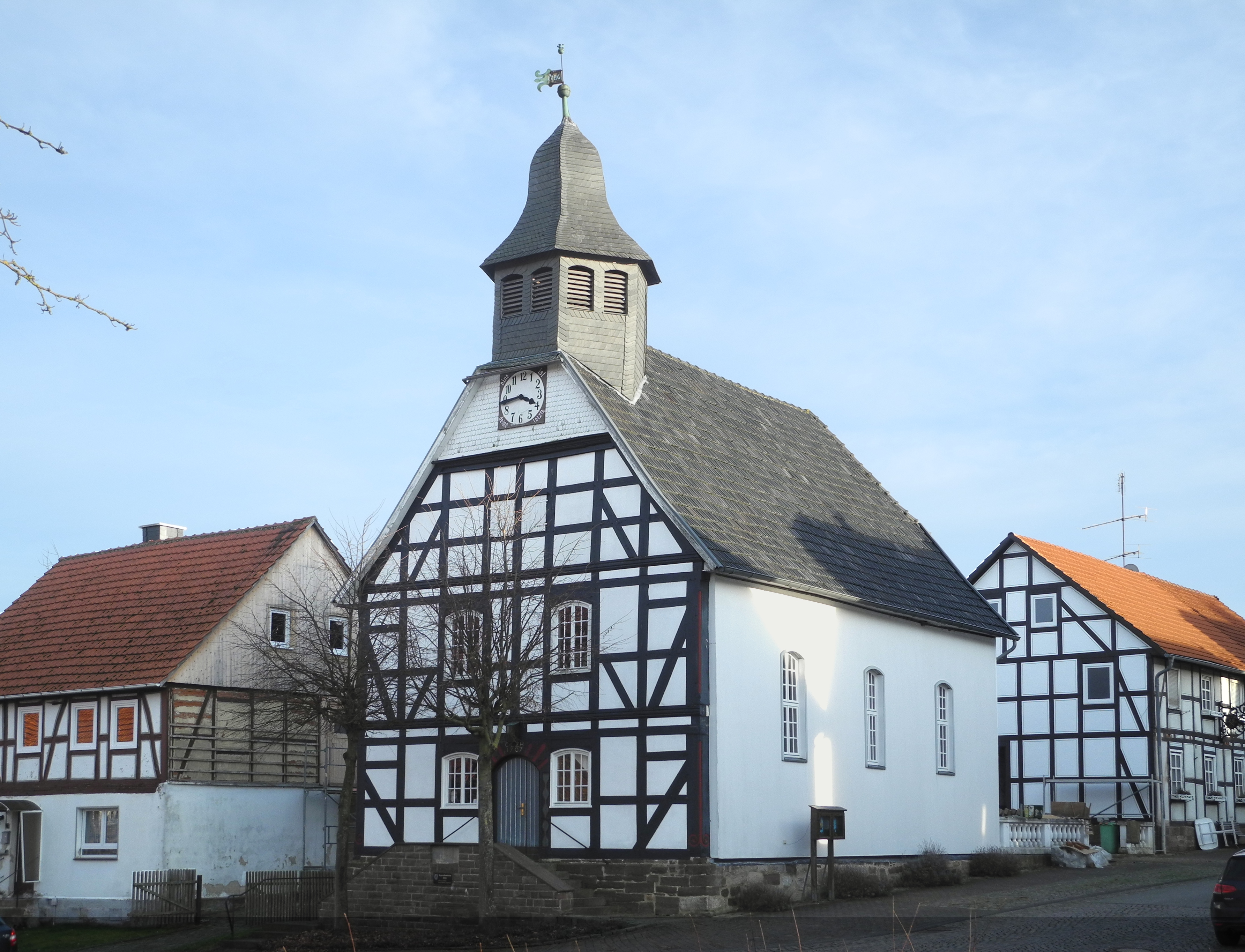
Evangelische Kirche in Kelze

Die Gesamtanlage Kelze ist ein Bauensemble in Kelze, einem Stadtteil von Hofgeismar im Landkreis Kassel in Nordhessen. Die Gesamtanlage ist einschließlich der rückwärtigen Gärten als Kulturdenkmal geschützt.

## Geschichte
Im Jahr 1699 gründeten Hugenotten die Kolonie in der Senke, die zu Teichen hin ausläuft. Ein Landvermesser entwarf die Siedlung rastermäßig in Form eines lateinischen Kreuzes für 40 Familien. Wegen des Mangels an Weideland reduzierte man die Kapazität auf 30 Familien.
An den Ecken des Straßenkreuzes (Kreuzstraße und Hugenottenstraße) wurde 1707 die evangelische Fachwerkkirche und das Schulhaus errichtet. In den Jahren 1838/39 erbaute man ein neues Schulhaus und legte einen größeren Friedhof an.

## Bebauung
Die bescheidene Bebauung stammt aus dem 19. und 20. Jahrhundert, denn aus der Gründungszeit hat sich nichts erhalten. Sie besteht aus zweigeschossigen traufständigen Hofanlagen oder Wohnwirtschaftsgebäuden in Fachwerkbauweise. Die östlichen Abschlüsse des Kreuzarmes nach Osten bilden kubisch geformte Häuser mit Zeltdach. Kelze hat sich in jüngerer Zeit entlang der Verbindungsstraße nach Hofgeismar erweitert.

## Einzelbauwerke

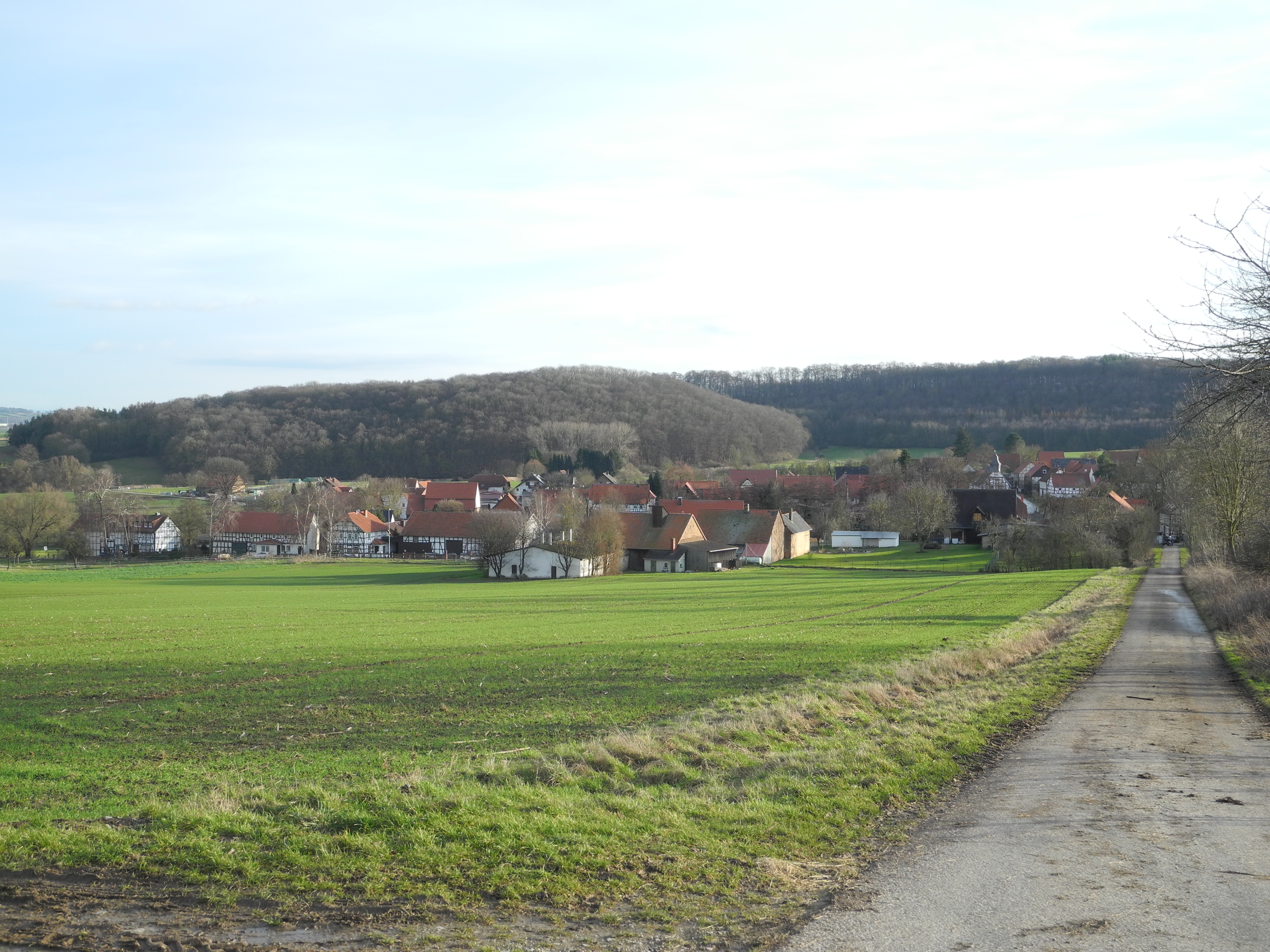
Blick auf Kelze mit Fachwerkhäuser

Zur Gesamtanlage zählen folgende Gebäude:
- Hinter den Höfen 10 (ehemalige Schule)
- Hugenottenstraße 1
- Hugenottenstraße 3
- Hugenottenstraße 5
- Hugenottenstraße 11
- Inselweg 1
- Inselweg 9
- Kreuzstraße 9
- Kreuzstraße 10 (Evangelische Kirche)
- Kreuzstraße 15
- Kreuzstraße 17
- Kreuzstraße 18
- Kreuzstraße 19
- Kreuzstraße 20
- Kreuzstraße 22

Siehe auch: Liste der Kulturdenkmäler in Kelze